# Konopki (Varmie-Mazurie)
Pour les articles homonymes, voir Konopki.
Konopki (Mühlengrund jusqu'en 1945) est un village polonais de la gmina de Biała Piska, dans le powiat de Pisz, voïvodie de Varmie-Mazurie, au nord-est du pays.
Il est situé à environ 19 km à l'est de Pisz et à 106 km à l'est de la capitale régionale Olsztyn.